# Katastrofa lotu Iran Air 291
Katastrofa lotu Iran Air 291 wydarzyła się 21 stycznia 1980 roku w okolicach Teheranu w Iranie. W wyniku katastrofy samolotu Boeing 727-86 należącego do linii lotniczych Iran Air, śmierć poniosło 128 osób (120 pasażerów oraz 8 członków załogi) - wszyscy na pokładzie.
Boeing 727-86 (nr. rej. EP-IRD) odbywał lot Meszhedu do Teheranu. Około godziny 19:00, gdy samolot zbliżał się do lotniska w Teheranie, nad miastem znajdowała się gęsta mgła oraz panowały intensywne opady śniegu. O godzinie 19:11, w trakcie podchodzenia do lądowania, samolot rozbił się o szczyt góry, położonej w paśmie górskim Elburs. Katastrofa miała miejsce 29 kilometrów na północ od Teheranu. Spośród 128 osób przebywających na pokładzie, nikt nie przeżył.
Przyczyną katastrofy była awaria systemu nawigacyjnego ILS wspomagającego
lądowanie samolotów w warunkach ograniczonej widzialności oraz awaria radaru na lotnisku Mehrabad. O zaniedbania oraz przyczynienie się do katastrofy oskarżono sześciu urzędników Iran Civil Aviation Authority.